# Нижняя Топса
Нижняя Топса — деревня в Виноградовском районе Архангельской области. Входит в состав Рочегодского сельского поселения.

## География
Деревня расположена в центре Виноградовского района, на правом берегу реки Топса, юго-восточнее деревни Тугаринская.  Напротив Нижней Топсы, на левом берегу Северной Двины, находится деревня Коноваловская Заостровского сельского поселения.

## Население
Численность населения деревни, по данным Всероссийской переписи населения 2010 года, составляла 31 человек. В 2009 году числилось 42 чел., из них 13 — пенсионеры.

### Карты
- Нижняя Топса. Публичная кадастровая карта
- [mapp38.narod.ru/map1/index51.html P-38-51,52. (Лист Сергеевская)]
- Нижняя Топса на Wikimapia